# Адан, Жан-Луи
Жан-Луи Ада́н (фр. Jean Louis Adam; 3 декабря 1758, Мюттерсольц, Эльзас, Королевство Франция — 8 апреля 1848, Париж, Королевство Франция) — французский пианист, композитор и музыкальный педагог. Отец композитора Адольфа Адана.

## Биография
Жан-Луи Адан родился 3 декабря 1758 года в Эльзасе. Сын Матиаса Адама и Марии-Доротеи Мейер. В 1775 году переехал в Париж, чтобы учиться у Жана Фредерика Эдельмана. Был популярным концертирующим пианистом, написал ряд фортепианных сочинений, однако преимущественную известность получил как музыкальный педагог, профессор Парижской консерватории с 1797 по 1842 год. Среди его многочисленных учеников — Фридрих Калькбреннер, Фердинанд Герольд и другие.  В 1802 году он женился на своей ученице Элизе Косте, дочери известного доктора. После года брака  у них родился сын Адольф (род. 24 июля 1803 года) .  
В 1829 году ему присвоен Орден почетного легиона Франции.  
Два учебника по фортепиано, опубликованные Аданом (фр. Méthode ou principe générale du doigté pour le Forté-piano; 1798 и фр. Méthode nouvelle pour le Piano; 1802), пользовались популярностью, второй из них был переиздан в 1826 году в Вене в переводе Карла Черни.

## Сочинения
• Трио-сонаты в жаре симфонического концерта для клавесина или фортепиано и скрипки op.1 опубликовано в 1781 году мадам Ле Маршан в Париже.
• Шесть сонат для клавесина или фортепианного фортепиано, сочинение виолончели op. 2, опубликовано в 1778 году мадам Ле Маршан в Париже.
• Трио-сонаты  для клавесина или  фортепиано в сопровождении виолончели и баса op. 3, опубликовано в 1781 году мадам Ле Маршан в Париже.